# Chopër
Il Chopër (in russo Хопёр?) è un fiume della Russia europea meridionale, affluente di sinistra del Don.
Il fiume nasce dal versante occidentale delle Alture del Volga, a breve distanza dalla importante città di Penza; ha andamento medio da nordest a sudovest, con un corso ricco di meandri, bagnando le città di Arkadak, Balašov, Borisoglebsk e Povorino e ricevendo gli affluenti Serdoba, Kumylga e Bol'šoj Arkadak da sinistra, Savala, Vorona e Karaj da destra.
Presso la cittadina di Novochopërsk, nell'Oblast' di Voronež, descrive una decisa svolta verso sud-sudest; bagna la città di Urjupinsk e riceve l'affluente Buzuluk prima di sfociare nel Don, dopo 979 chilometri di corso, alcuni chilometri a monte della cittadina di Serafimovič e della confluenza della Medvedica, in vista delle alture del Don.
Il Chopër è navigabile per più di 300 km a monte della foce nei mesi in cui è libero dai ghiacci (all'incirca da aprile a novembre).